# Robert Barth
Robert Barth (ur. 10 sierpnia 1968 w Memmingen) – niemiecki żużlowiec, występujący również na długim torze i na trawie.

## Życiorys
Jest sześciokrotnym medalistą Indywidualnych Mistrzostw Niemiec (dwukrotnie złotym – 2000, 2001; dwukrotnie srebrnym – 1992, 1996; dwukrotnie brązowym – 1995, 1999). Czterokrotnie uczestniczył w finałach Drużynowych Mistrzostw Świata (Brokstedt 1994 – VI m., Diedenbergen 1996 – IV m., Piła 1997 – IV m., Vojens 1998 – V m.). Dwukrotny uczestnik finałów Klubowego Pucharu Europy, w barwach klubu AC Landshut (Piła 2000 – III m., Dyneburg 2001 – IV m.). Czterokrotnie startował (jako zawodnik z dziką kartą) w turniejach eliminacyjnych cykli Grand Prix: 1997 Landshut (GP Niemiec) – XI m., 1998 Pocking (GP Niemiec) – XX m., 2001 Berlin (GP Niemiec) – XIV m., 2004 Praga (GP Czech) – XXI m. W 1999 r. reprezentował Wybrzeże Gdańsk w rozgrywkach o Drużynowe Mistrzostwo Polski (zdobywając brązowy medal), natomiast w 2000 r. bronił barw Falubazu Zielona Góra.
Największe sukcesy w karierze odniósł w wyścigach na długim oraz trawiastym torze. Jest dziewięciokrotnym medalistą Indywidualnych Mistrzostw Świata na długim torze (czterokrotnie złotym – 2002, 2003, 2005, 2006; trzykrotnie srebrnym – 1998, 1999, 2000, dwukrotnie brązowym – 1996, 2001) oraz trzykrotnym Indywidualnym Mistrzem Europy na torze trawiastym (1989, 1990, 1994).

## Starty w Grand Prix
| Sezon | Numer | 1     | 2     | 3     | 4   | 5   | 6   | 7   | 8   | 9   | Msc. | Pkt. |
| ----- | ----- | ----- | ----- | ----- | --- | --- | --- | --- | --- | --- | ---- | ---- |
| 1997  | 16    | CZE   | SWE   | DEU 7 | GBR | POL | DNK |     |     |     | 20   | 7    |
| 1998  | 23    | CZE   | DEU 2 | DNK   | GBR | SWE | POL |     |     |     | 31   | 2    |
| 2001  | 23    | DEU 6 | GBR   | DNK   | CZE | POL | SWE |     |     |     | 28   | 6    |
| 2004  | 23    | SWE   | CZE 2 | EUR   | GBR | DNK | SCA | SVN | POL | NOR | 37   | 2    |

| Statystyki        | Statystyki |
| ----------------- | ---------- |
| Starty            | 4          |
| Zwycięstwa        | 0          |
| Miejsca na podium | 0          |
| Finalista         | 0          |
| Punkty            | 17         |